# Bion 8
Bion 8 (Бион 8, en ruso), también conocido como Cosmos 1887, fue el nombre de un satélite artificial soviético perteneciente a la serie de satélites Bion. Fue lanzado el 29 de septiembre de 1987 desde el cosmódromo de Plesetsk mediante un cohete Soyuz y contó con la colaboración de Hungría, la República Democrática Alemana, Polonia, Rumanía, Checoslovaquia, Estados Unidos, Francia y la ESA. Regresó a la Tierra el 28 de octubre de 1987. 

## Objetivos
Bion 8 continuó los experimentos con monos y otros especímenes para estudiar los efectos de la radiación y la microgravedad en organismos biológicos. Llevó a bordo a dos monos (Drema y Erosha), diez ratas, moscas de la fruta, saltamontes, cucarachas, guppies, Hynobiidae, Chlorella ciliates, tritones y maíz. Algunos de los experimentos estadounidenses fueron continuación de los realizados durante la misión Spacelab 3, en abril de 1985.

## Características
Bion 8 estaba basada, como todas las naves de la serie Bion, en los satélites de reconocimiento Zenit. La misión duró 13 días y la cápsula fue recuperada a 62° 47' de latitud norte y 112° 26' de longitud este, a cientos de kilómetros del punto de aterrizaje esperado.